# Robert Vigouroux
Pour les articles homonymes, voir Vigouroux.
Robert Vigouroux, né le 21 mars 1923 à Paris et mort le 8 juillet 2017 à Gardanne (Bouches-du-Rhône), est un neurochirurgien et homme politique français. Il est maire de Marseille de 1986 à 1995.

## Biographie
Robert Vigouroux est le fils de Jeanne Beauchot et de François Vigouroux , ingénieur. Il étudie au lycée Thiers de Marseille. Docteur en médecine et ès sciences, il devient chirurgien.
Membre du Parti socialiste et conseiller municipal, Robert Vigouroux devient maire de Marseille en 1986, en remplacement de Gaston Defferre, décédé en cours de mandat. Aux élections de 1989, donné perdant et se présentant contre le candidat officiel de son parti, il remporte pourtant l'élection municipale face à Jean-Claude Gaudin (UDF) et Michel Pezet (PS). Il est alors exclu du Parti socialiste.
Aux élections municipales de 1995, après avoir annoncé une nouvelle candidature, il refuse de se désister face au représentant choisi par le Parti socialiste, exigeant pour cela le poste d'ambassadeur de France à Washington, chose que François Mitterrand refuse. Mais il renonce finalement à se représenter, étant crédité de moins de 15 % des voix dans les sondages. Pour l'élection présidentielle de 1995, il apporte son soutien à Édouard Balladur, en reconnaissance du soutien de ce dernier à Euromed .
Robert Vigouroux meurt le 9 juillet 2017 à l'âge de 94 ans à Gardanne (Bouches-du-Rhône).

## Vie privée
Robert Vigouroux se marie en premières noces avec Micheline Khan, avec laquelle il a trois enfants : Stéphane, Nathalie et Cécile Vigouroux. Veuf, il se remarie avec Maryline Bellieud, avant de divorcer. De cette deuxième union naissent deux enfants : Sophie et Aurélia Vigouroux.
Robert Vigouroux se remarie enfin avec Brigitte Dauzier. De cette union naît un fils, Alexandre Vigouroux.
Robert Vigouroux a eu huit petits-enfants, et quatre arrière-petits-enfants.

## Bilan à la mairie de Marseille
Sous sa municipalité, Robert Vigouroux met en œuvre (et continue) certains travaux d'aménagement dans la ville, notamment dans le centre-ville, avec la construction du Dôme de Marseille (8 000 places) en 1994, l’aménagement du site Sainte-Barbe, près de la porte d'Aix, de la faculté de sciences économiques, de bureaux et d'hôtels, les premières OPAH sur les vieux quartiers du Panier et de Belsunce, la création du projet Euroméditerranée en 1993 et la rénovation des docks dans le quartier d'affaires de la Joliette, les nouveaux magasins à l'est de la ville (quartier La Valentine), le prolongement du métro vers l'hôpital de la Timone ou le lancement des travaux de la rocade périphérique L2.
Il fonde en 1990 une structure de dialogue politique, religieux et culturel municipal, « Marseille Espérance ». Elle vise spécifiquement à éviter les conflits ethnoreligieux entre juifs et musulmans. L’idée de Marseille Espérance était simple : chacune des communautés religieuses de la ville enverrait un délégué au groupe, qui se réunirait régulièrement pour discuter de problèmes civils, afin de « lutter contre l’intolérance, l’ignorance et l’incompréhension ».  Des conférences et des visites de personnalités extérieures sont organisées, avec le dalaï-lama en 1994, Elie Wiesel ou encore le patriarche de Constantinople.

## Œuvres
- « Stépan Alexis » (pseud.), L'Explication : nouvelles, Marseille, Via Valeriano, 1994, 260 p. (ISBN 2-908144-21-2).
- « Stépan Alexis », Mémoires des temps passés, Marseille, Via Valeriano, 1994, 125 p. (ISBN 2-908144-19-0).

## Autres activités
Robert Vigouroux fut président du club omnisports du Cercle sportif méditerranéen du Roucas Blanc en 1981.